# Manto acuífero
Manto acuífero és una pel·lícula mexicana del 2013 dirigida per Michael Rowe. Representa el segon capítol de la Trilogia de la soledat, començant per la pel·lícula Año bisiesto del 2010 i acabant amb Early Winter el 2015. La pel·lícula es va presentar a concurs a la vuitena edició del Festival del Cinema de Roma.

## Sinopsi
La pel·lícula explica la història de Caro, una nena de vuit anys que es va veure obligada a marxar amb la seva mare i el seu padrastre Felipe després del divorci dels seus pares. Tot i que la seva mare ha deixat clar que ja no vol tornar a veure el seu exmarit, Caro se sent abandonada i es refugia en ella mateixa. Un dia, la nena descobreix un petit jardí a prop d’un pou darrere de casa. Per compensar la sensació de buit, erigeix un altar a la part inferior del pou amb fotos dels seus pares. Caro viu en dos mons: hi ha la casa amb la televisió i el jardí, un lloc accessible només per a ella, on se sent feliç i pot viure en simbiosi amb plantes i animals. Així, a mesura que s'allunya cada vegada més de la seva mare, Caro descobreix un secret sobre el seu pare i el seu equilibri interior comença a esmicolar-se.

## Repartiment
- Zaili Sofia Macias: Caro
- Tania Arredondo: la mare de Caro
- Arnoldo Picazzo: Felipe

## Producció
La idea de la pel·lícula neix de la lectura de la novel·la Blueback escrita per Tim Winton. Des del punt de vista social, Michael Rowe, que va néixer a Austràlia però viu a Mèxic, té la intenció de denunciar la "cultura del divorci fàcil" que no té en compte els sentiments reals dels nens. La pel·lícula es va rodar a l'estat de Puebla. Es caracteritza per l'absència total d'una banda sonora.

## Distribució
La pel·lícula es va estrenar als cinemes mexicans el 3 de setembre de 2015. Més tard va ser distribuïda als Estats Units per Mundial Films amb el títol The Well.

## Reconeixements
En la 45a edició de les Diosas de Plata va rebre quatre nominacions i en va guanyar dues: al millor guió i a la millor actuació infantil.